# فينيسيوس بوف
فينيسيوس بوف هو لاعب كرة قدم برازيلي في مركز الوسط، ولد في 10 فبراير 1999 في البرازيل لعب سابقاً في نادي الساحل السعودي.

## وصلات خارجية
- فينيسيوس بوف على موقع قاعدة بيانات كرة القدم.إي يو (الإنجليزية)